# Římskokatolická farnost Jiřetín pod Jedlovou
Římskokatolická farnost Jiřetín pod Jedlovou je církevní správní jednotka sdružující římské katolíky na území obce Jiřetín pod Jedlovou a v jejím okolí. Organizačně spadá do děčínského vikariátu, který je jedním z 10 vikariátů litoměřické diecéze. Centrem farnosti je kostel Nejsvětější Trojice v Jiřetíně pod Jedlovou.

## Historie farnosti
Farnost byla kanonicky zřízena v roce 1611. Matriky jsou vedeny od roku 1650.

### Duchovní správcové vedoucí farnost
Začátek působnosti jmenovaného v duchovní správě farnosti od roku:
- 1765   Godefr. Lissner, † 19. 11. 1786
- 1788   Jos. Burkart, † 13. 4. 1809
- 1810   Theophil. Adler, n. 14. 8. 1753 Schoenlinden, o. 14. 6. 1778, † 25. 9. 1832
- 1833   par. vacat, cap. Anton. Poesch
- 1834   Ign. Münzberg, n. 20. 9. 1793 Tollenstein., o. 24. 8. 1820, † 4. 5. 1850
- 1851   Josef Pietsch, n. 12. 12. 1810 Koltligens., o. 4. 8. 1834, † 29. 5. 1866
- 1867   Car. Luttna, n. 23. 3. 1819 Warnsdorf., o. 25. 7. 1846, † 20. 4. 1903
- 1892   par. vacat, admin. interc. Jos. Gürlich
- 1893   Josef Gürlich, n. 6. 1. 1851 Hennersdorf, o. 25. 7. 1874, † 1. 9. 1927
- 1921   Frid. Fischer, n. 31. 7. 1880 Theresienstadt, o. 24. 7. 1904
- 1933   par. vacat, admin. interc. Alois. Langhans
- 1934   Aemil. Johne, n. 23. 2. 1893 Kratzau, o.  29. 6. 1917, † 12. 4. 1952
- 1937   par. vacat, admin. interc. Conrad. Wittmann
- 1. 4. 1937  Pius Kindermann, n. 3. 11. 1903 Fugau, o. 1. 7. 1928, † 18. 2. 1964
- 14. 7. 1946 Mich. Raab
- 1. 3.  1948 Václav Marvan
- 1. 8.  1954 Václav Vosáhlo
- 1. 8.  1958 Antonín Hefka
- 1. 8.  1970 Václav Hataš
- 14. 5. 1986 Alexej Baláž, admin. exc. z Varnsdorfu
- 1. 7.   2009 Pavel Koudelka, SJ admin. in spiritualibus
- 8. 11. 2016 Vojtěch Suchý, SJ, admin. exc. in materialibus z Benešova nad Ploučnicí
- 1. 12. 2016 Jacek Kotisz, admin. exc. in materialibus z Dolní Poustevny[2]

Kromě kněží stojících v čele farnosti, působili ve farnosti v průběhu její historie i jiní kněží. Většinou pracovali jako farní vikáři, kaplani, katecheté, výpomocní duchovní aj.

## Území farnosti
Do farnosti náleží území obce:
- Chřibská Nová Ves[4] (Kreibitz Neudörfel)[p 2]
- Jedlová (Tannendorf)[p 2]
- Jiřetín pod Jedlovou (Sanct Georgenthal)[p 2]
- Lesné (Innozenzidorf)[p 2]
- Rozhled (Tollenstein)[p 2]

## Římskokatolické sakrální stavby na území farnosti
| | Fotografie | Stavba                         | Místo                | Bohoslužby                      | Zeměpisné souřadnice             | Status                | Číslo kulturní památky           |
| Kostel | Kostel     | Kostel                         | Kostel               | Kostel                          | Kostel                           | Kostel                | Kostel                           |
| --- | ---------- | ------------------------------ | -------------------- | ------------------------------- | -------------------------------- | --------------------- | -------------------------------- |
| 1. |            | Kostel Nejsvětější Trojice     | Jiřetín pod Jedlovou | bližší informace o bohoslužbách | 50°52′28″ s. š., 14°34′28″ v. d. | farní kostel          | 37782/5-3754 (Pk•MIS•Sez•Obr•WD) |
| Kaple |            |                                |                      |                                 |                                  |                       |                                  |
| 2. |            | Kaple Povýšení sv. Kříže       | Jiřetín pod Jedlovou | bohoslužby příležitostně        | 50°52′13″ s. š., 14°34′12″ v. d. | kaple na Křížové hoře | 42202/5-3755 (Pk•MIS•Sez•Obr•WD) |
| 3. |            | Kaple Panny Marie a sv. Josefa | Jiřetín pod Jedlovou | bližší informace o bohoslužbách | 50°52′24″ s. š., 14°34′28″ v. d. | klášterní kaple       | –                                |
| 4. |            | Kaple sv. Kříže                | Jiřetín pod Jedlovou | bližší informace o bohoslužbách |                                  | obecní kaple          | –                                |
| 5. |            | Hřbitovní kaple                | Jiřetín pod Jedlovou | bohoslužby příležitostně        | 50°52′35″ s. š., 14°34′29″ v. d. | hřbitovní kaple       | –                                |
| Některé drobné sakrální stavby a pamětihodnosti lze dohledat zde v databázi Drobné sakrální památky Zaniklé sakrální stavby lze dohledat zde v databázi Poškozené a zničené kostely, kaple a synagogy v České republice |            |                                |                      |                                 |                                  |                       |                                  |

Ve farnosti se mohou nacházet i další drobné sakrální stavby, místa římskokatolického kultu a pamětihodnosti, které neobsahuje tato tabulka. Patří mezi ně např. křížová cesta na Křížové hoře.

## Příslušnost k farnímu obvodu
Z důvodu efektivity duchovní správy byl vytvořen farní obvod (kolatura) farnosti – děkanství Varnsdorf, jehož součástí je i farnost Jiřetín pod Jedlovou, která je tak spravována excurrendo. Přehled těchto kolatur je v tabulce farních obvodů děčínského vikariátu.